# Robert Pattinson
Robert Pattinson (* 13. května 1986 Londýn) je britský herec, hudebník a model.

## Kariéra
S herectvím začal ve svých teenagerských letech v Barnes Theater Company v Londýně. Zahrál si ve hře Macbeth v Old Sorting Office Arts Centre a zkoušel také modeling. V roce 2004 dostal malou roli v německé produkci filmu podle ságy o Nibelunzích Království prstenu a objevil se ve filmu Jarmark marnosti s herečkou Reese Witherspoonovou.
V roce 2005 byl vybrán do role mladého čaroděje Cedrika Diggoryho ve filmu Harry Potter a Ohnivý pohár. (Cedrik je studentem Mrzimoru v Bradavicích a Harryho přátelský rival. Bojují nejen o pohár v soutěži tří kouzelnických škol, ale i o srdce Cho Changové.)
V roce 2008 hrál upíra Edwarda Cullena ve filmu Twilight sága: Stmívání (Twilight). Tato role mu přinesla velkou popularitu. V březnu roku 2009 začal Pattinson natáčet pokračování ságy Stmívání s názvem Twilight sága: Nový měsíc (New Moon). Tento film přišel do kin v listopadu 2009. Dále byla natočena pokračování Zatmění a dvoudílný Rozbřesk. Vystupoval zde po boku o čtyři roky mladší herečky Kristen Stewartové, s níž pak nějakou dobu žil. Také se objevil v dalších pokračováních Twilight sága: Zatmění (2010), Twilight sága: Rozbřesk – 1. část (2011) a Twilight Sága: Rozbřesk – 2. část (2012).
Pattinson také v roce 2010 natočil film Nezapomeň na mě a o rok později účinkoval v titulní roli filmové adaptace klasického románového dramatu Miláček. Na filmovém festivalu v Cannes měly v roce 2014 premiéru dva filmy, ve kterých si Robert zahrál. Prvním byl film Cesta a druhým byl Mapy ke hvězdám V roce 2015 měly na filmovém festivalu v Berlíně premiéru další dva filmy Královna pouště, ve kterém hrál s Nicole Kidmen a Jamesem Francem a film Life, ve kterém hrál fotografa magazínu Life Antona Corbijna. V roce 2015 si také zahrál v režisérském debutovém filmu Bradyho Corbeta Mládí vůdce.
V roce 2016 hrál ve filmu Ztracené město Z. Film měl premiéru na filmovém festivalu v New Yorku.
V roce 2017 měl premiéru film Dobrý časy. O rok později hrál ve dramatu High Life a komedii Dáma.
V roce 2019 měly premiéru filmy Král, ve kterém představoval Karla VII. Francouzského, The Lighthouse, ve kterém ztvárnil postavu Ephraima Winslowa, a Waiting for the Barbarians, ve kterém získal roli Mandela. Ve stejném roce bylo také oznámeno, že získal roli Batmana pro připravovaný film The Batman na rok 2021. V roce 2020 měl premiéru film Christophera Nolana Tenet, ve kterém představoval postavu Neila.

## Osobní život
Už v roce 2008 se mluvilo o jeho vztahu s herečkou Kristen Stewart, oficiálně však svůj vztah oznámili až v červenci roku 2012. Dvojice se rozešla v květnu 2013. Od září 2014 chodil se zpěvačkou a tanečnicí FKA Twigs. V dubnu 2015 bylo potvrzeno, že se dvojice zasnoubila. V říjnu 2017 Robert zásnuby odvolal a s bývalou snoubenkou se rozešel. V roce 2018 se dal dohromady s anglickou modelkou a herečkou Suki Waterhouse. V listopadu 2023 bylo všimnuto, že pár čeká svého prvního společného potomka, které se v březnu 2024 narodilo.

## Filmografie
| Rok  | Název                             | Role                   | Poznámky               |
| ---- | --------------------------------- | ---------------------- | ---------------------- |
| 2004 | Jarmark marnosti                  | Rawdy Crawley          |                        |
| 2004 | Království prstenu                | Giselher               | televizní film         |
| 2005 | Harry Potter a Ohnivý pohár       | Cedric Diggory         |                        |
| 2006 | Pohřbené duše                     | Toby Jugg              | televizní film         |
| 2007 | The Bad Mother's Handbook         | Daniel Gale            | televizní film         |
| 2007 | Harry Potter a Fénixův řád        | Cedric Diggory         |                        |
| 2008 | How To Be                         | Art                    |                        |
| 2008 | Little Ashes                      | Salvador Dalí          |                        |
| 2008 | Twilight sága: Stmívání           | Edward Cullen          |                        |
| 2009 | Twilight sága: Nový měsíc         | Edward Cullen          |                        |
| 2010 | Nezapomeň na mě                   | Tyler Hawkins          | také výkonný producent |
| 2010 | Twilight sága: Zatmění            | Edward Cullen          |                        |
| 2011 | Voda pro slony                    | Jacob Jankowski        |                        |
| 2011 | Miláček                           | Georges Duroy          |                        |
| 2011 | Twilight sága: Rozbřesk – 1. část | Edward Cullen          |                        |
| 2012 | Twilight sága: Rozbřesk – 2. část | Edward Cullen          |                        |
| 2012 | Cosmopolis                        | Eric Parker            |                        |
| 2014 | Cesta                             | Reynolds               |                        |
| 2014 | Mapy ke hvězdám                   | Jeremy                 |                        |
| 2015 | Královna pouště                   | T. E. Lawrence         |                        |
| 2015 | Life                              | Dennis Stock           |                        |
| 2016 | Mládí vůdce                       | Charles Marker         |                        |
| 2016 | Ztracené město Z                  | Henry Costin           |                        |
| 2017 | Dobrý časy                        | Connie Niklas          |                        |
| 2018 | High Life                         | Monte                  |                        |
| 2018 | Dáma                              | Samuel Alabasts        |                        |
| 2019 | Maják                             | Ephraim Winslow        |                        |
| 2019 | Waiting for the Barbarians        | Mandel                 |                        |
| 2019 | Král                              | Karel VII. Francouzský |                        |
| 2020 | Tenet                             | Neil                   |                        |
| 2020 | Ďábel                             | Preston Teagardin      |                        |
| 2022 | The Batman                        | Batman/Bruce Wayne     |                        |
| 2023 | Chlapec a volavka                 | Volavka                | anglický dabbing       |
| 2025 | Mickey 17                         | Mickey Barnes          |                        |